# راي كولينز (موسيقي)
راي كولينز (بالإنجليزية: Ray Collins) هو موسيقي أمريكي، ولد في 19 نوفمبر 1936 في بومونا في الولايات المتحدة، وتوفي في 24 ديسمبر 2012 في كلاريمونت في الولايات المتحدة بسبب مرض.

## وصلات خارجية
- راي كولينز على موقع IMDb (الإنجليزية)
- راي كولينز على موقع ميوزك برينز (الإنجليزية)
- راي كولينز على موقع أول ميوزيك (الإنجليزية)
- راي كولينز على موقع ديسكوغز (الإنجليزية)